# Keen
Keen är en ö i Marshallöarna.   Den ligger i kommunen Rongelap, i den nordvästra delen av Marshallöarna, 700 km nordväst om huvudstaden Majuro.